# Христо Ковачки
Христо Атанасов Ковачки е български бизнесмен и предприемач, роден на 17 декември 1962 г. в град Самоков.
Доктор на техническите науки, притежава множество дружества и има бизнес интереси в областта на енергетиката.

## Биография

### Образование
През 1980 г. завършва Математическата гимназия в Самоков. Следва висше образование и аспирантура в Ленинградския институт за точна механика и оптика (ЛИТМО), Санкт Петербург, Русия. През 1991 г. защитава дисертация на тема „Използване на лазери в микроелектрониката“. През 1994 г. придобива научна степен доктор на техническите науки. През 2013 г. придобива научна степен професор от Международната славянска академия в Москва. Владее руски, английски и френски език.

### В бизнеса
След своето дипломиране Христо Ковачки работи по проекти, свързани с лазерните технологии. Паралелно разработва и патентова различни изобретения в България, Русия и Европейския съюз. От 1992 г. развива собствен бизнес.
В края на 1990-те години Христо Ковачки започва да развива дейност в областта на енергетиката. Участва в управителните органи на няколко енергийни дружества. Името му се свързва с приватизационни сделки в областта на въгледобива (мина Бели брег, мина Станянци, МОВ-Перник, Въгледобив Бобов Дол, мина Балкан, мина Черно море, мина Чукурово) и енергетиката (ТЕЦ Димитровград, ТЕЦ Бобов Дол, „Брикел“ – Гълъбово, който е единственият производител на брикети на територията на Балканите).

### В политиката
През 2007 г. е създадена партия ЛИДЕР (Либерална инициатива за демократично европейско развитие), с която в началото се свързва Христо Ковачки. През следващите години, с променлив успех, политическа партия ЛИДЕР взема участие в местните и национални изборни кампании, като в повечето от тях е в коалиция с други партии.
През есента на 2014 г. ПП ЛИДЕР участва в парламентарните избори за 43-тото Народно събрание в коалиция с „България без цензура“ (ББЦ) и „Земеделски народен съюз“ (ЗНС). На тези парламентарни избори ПП ЛИДЕР отбелязва най-големия си успех и излъчва в парламента петима народни представители. Това се случва непосредствено преди залеза на ПП ЛИДЕР и раждането на новия политически проект „Български демократичен център“ (БДЦ).
На 22 март 2015 г. партия ЛИДЕР е преименувана на „Български демократичен център“ (БДЦ), която по своите възгледи е центристка консервативна партия. Към днешна дата „Български демократичен център“ е успешно представена в 43-тото Народно събрание.

#### Обвинения в корпоративен вот
Въпреки че партията на Ковачки е призната в българското законодателство, същестуват различни спекулации относно нейната легитимност. Различни журналистически разследвания обвиняват Ковачки в практики на корпоративен вот. Първите такива обвинения идват през 2007 г., когато медии разказват как миньори и други работници от предприятията на този бизнес кръг гласуват групово за ПП ЛИДЕР. Тогавашните разследвания стъпват на броя гласове за партията, които съвпадат с броя на работниците в съответните предприяти. [link] Други подобни разкрития и видео материали се появяват отново през 2014 г., когато слжуители на рудника в Бобов дол са заснети да гласуват контолирано [link].
Други от обвиненията са свързани с документи на Уиклийкс. Там разкритията насочват към натиск оказан върху служтелите на предприятията и стимулация с 50 лв. по-висок аванс за подкрепа на избори. Макар да няма официално проведено разследвания от ЦИК, според публикациите се смята, че в случаите, в които няма кандидати на ЛИДЕР, подкрепата е насочена към ДПС или БСП. [link]

## Състояние
Полският вестник „Впрост“ обявява в края на всяка година списък със „100-те най-едри риби“ от Централна и Източна Европа. През 2008 г. трима българи влизат в класацията: на 61-во място е Васил Божков, на 98-о е Христо Ковачки и на 100-тно е Валентин Захариев. Според изданието състоянието на Христо Ковачки е оценено на 700 000 000$. Сумата е сметната на база стойността на активите, които Ковачки управлява по това време.
Христо Ковачки заема четиринадесето място в класацията на списание „Форбс“ за най-влиятелните българи през 2013 г. След него се нареждат бизнесмените Сашо Дончев, Гриша Ганчев, Богомил Манчев, Васил Божков и други.

#### Енергийна приватизация
Първото участие на Христо Ковачки в енергийната приватизация е през 2000 година със закупуването на ВЕЦ „Пасарел“ и „Кокаляне“. Цената на сделката е 1.94 млн. долара, купувач е „Ел Ем Импекс“ ЕООД. По-късно Ковачки препродава ВЕЦ-овете на френския концерн EDF. Годишните приходи от тях през последните години възлизат на 4 милиона лева. В медийни публикации цената на тези сделки е определяна като значително ниска.  [link]
През 2001 година Агенцията за приватизация продава на търг 80% от „Мина Чукурово“ АД край с. Габра. Купувач е консорциум, включващ: „Ел Ем Импекс“, „Елшица 99“ АД – дружество на Панагюрските мини, както и „Видекс“ ЕООД – тогава собственик на завода за взривни материали „Миджур“ в с. Горни Лом. [link]
В периода 2003-2008 година Ковачки приватизира 19 енергийни дружества, като най-мащабната му придобивка е ТЕЦ „Бобов дол”. 
Една от значимите придобивки е фирмата „Атоменергоремонт”, която отговаря за ремонта на АЕЦ „Козлодуй”. Дружеството е приватизирано през 2003 година и е сред първите придобивки на Ковачки. Сделката е финансирана от Първа инвестиционна банка, а купувач е „Българска енергийна компания”. Това е първата ядрена инвестиция на дружеството, което получава 70% от капитала на „Атоменергоремонт”. Само за 2016 година приходите на ремонтната компания са почти 50 млн. лв.
Бизнес империята на Ковачки съдържа повече от 180 компании, а в основата на бизнес-кръга са 19 дружества - 8 мини, 8 топлофикации и 3 ТЕЦ. Минните компании са: „Чукурово“, „Бели брег“, „Станянци“, „Черно море – Бургас“, „Мини Открит въгледобив – Перник“, „Балкан 2000“, „Въгледобив Бобов дол“, „Фундаментал“. Към тази мрежа спадат и топлофикациите в градовете Бургас, Сливен, Русе, Перник, Плевен, Велико Търново, Габрово, Враца. Топлоелектрическите централи са ТЕЦ „Марица 3”, ТЕЦ „Бобов дол” и „Брикел” ЕАД. [link]

###### Списък на енергийните дружества, свързвани с Христо Ковачки
| Минa                              | Топлоцентралa  | ТЕЦ       |
| „Чукурово“                        | Бургас         | Марица 3  |
| „Бели брег“                       | Сливен         | Бобов дол |
| „Станянци“                        | Русе           | Брикел    |
| „Черно море – Бургас“             | Перник         |           |
| „Мини Открит въгледобив – Перник“ | Плевен         |           |
| „Балкан 2000“                     | Велико Търново |           |
| „Въгледобив Бобов дол“            | Габрвово       |           |
| „Фундаментал“                     | Враца          |           |

### Пенсионният фонд на Ковачки
Въглищната империя има и пенсионноосигурително дружество – „Топлина“, известно като „пенсионния фонд на Ковачки“. Приблизително 50% от осигурителното дружество е в притежание на компания на Ковачки. Под негово разпореждане са общо 293 млн. лева от вноските за пенсии на работници във въгледобива и енергетиката. [link] Според Кодекса за социално осигуряване пенсионноосигурителните дружества не могат да инвестират средствата на фондовете си в собствени финансови инструменти и такива на свързани лица. [link] „Топлина“ нарушава тези разпоредби с близо 13 милиона лева, инвестирани в акции на собствените му акционери „Атоменергоремонт“ и „Топлофикация Бургас“. Още 14 милиона лева дружеството влага в други привидно несвързани компании от Въглищната империя: топлофикациите в Русе, Плевен и Бургас, както и в ТЕЦ „Бобов дол“ и „ТЕЦ Марица 3“ АД.
Пенсионноосигурително дружество „Топлина“ (ПОД „Топлина“), контролирано от енергийния бизнесмен Христо Ковачки, е обвинено в системно злоупотреба със средствата на пенсионерите чрез инвестиции в загубосни и екологично вредни компании от неговата империя. Според доклад на „Грийнпийс“ (2025 г.):
1. Детайли:
  - Фондовете на „Топлина“ са вложили 75 млн. лв. директно (и 150–200 млн. лв. косвено) в компании на Ковачки, включително хронично нерентабилни предприятия като ТЕЦ „Марица 3“ (загуби над 100 млн. лв. за 2020–2023 г.), „Топлофикация Плевен“ (загуби 75 млн. лв.) и „Топлофикация Русе“ (загуби 60 млн. лв.).
  - Тези инвестиции поддържат въглищни активи на ръба на фалит, игнорирайки екологични норми и рискове за здравето.
2. Схеми за заобикаляне на закона:
  - „Топлина“ използва кръстосани инвестиции с други пенсионни компании (напр. „Бъдеще“, „Съгласие“), за да прехвърля средства към фирми на Ковачки, заобикаляйки лимитите за инвестиции в свързани лица.
  - Чрез офшорни структури (Великобритания, Кипър) и номинални собственици (като счетоводителка от Белиз Ерлин Мей Родригез) се прикрива реалният контрол на Ковачки.
3. Рискове за клиентите:
  - Над 20 000 служители в компании на Ковачки са клиенти на „Топлина“, които са двойно изложени на риск – от загуба на работа и от загуба на пенсионни спестявания.
  - Концентрацията на инвестициите в един сектор (енергетика) създава системна финансова уязвимост.
4. Регулаторен провал:
  - Комисията за финансов надзор (КФН) не е наложила смислени санкции за нарушенията, въпреки многократни сигнали. Глобите са „няколко хиляди лева“ при интереси за стотици милиони.
  - Над 90% от младите работници не избират пенсионен фонд и са служебно разпределени към „Топлина“ и други рискови компании.

### Холдинг „Орион“
През 2025 г., благодарение на разкритията на един от директорите във финансовата мрежа на Христо Ковачки, неправителствената организация "Антикорупционен фонд (АКФ) разкрива документи и практики за финансова зависимост между различните енергийни дружества. „Холдинг Орион“ е група компании, свързани с българския бизнесмен Христо Ковачки, които са обект на разследвания за злоупотреби в енергийния сектор, картелни споразумения и данъчни измами. АКФ публикува 29 вътрешни документа, които според организацията доказват нарушения в дейността на холдинга. В разследване озаглавено „Холдингът на Чичко Тревичко: Тайната мрежа на Христо Ковачки в българската енергетика“, се разкриват различни практики за контрол върху ръководителите на различните дружества.
Според разследването, холдингът се управлява централизирано чрез специални печати с рисунки на популярни анимационни герои, които служителите вътрешно разпознават като де факто личен подпис на Христо Ковачки. АКФ публикува документи, потвърждаващи, че тези печати периодично се сменят със заповед "като в секретна организация", а служители описват практиката с фразата: „Видиш ли печатче, това е закон Божи“.[link] Всички оперативни заповеди и нареждания към фирмите в холдинга се изпращат от единен имейл адрес: chichkotrevichko112@gmail.com, който според доказателствата на АКФ е основен канал за управление. Този имейл е използван и за събиране на предложения за "доверени лица" в партийни листи по време на избори.

## Регулация и екология
„Грийнпийс” - България прави задълбочено анализиране на финансовите отчети на тези 19 дружества. Проследяват се основни показатели като продажби, загуби, краткотрайни и дълготрайни пасиви, парични потоци от финансови дейности и много други.
В рамките на изследвания период дружествата са реализирали общо 7.21 милиарда лева приходи от продажби. Според отчетите, дейността им е губеща и към края на 2016 година групата има натрупани загуби общо 360 млн. лева.

### Ковачки и околната среда
През 2011 година Европейската агенция по околната среда включва ТЕЦ „Брикел”, ТЕЦ „Бобов Дол” и ТЕЦ „Марица 3” в списъка с 30-те най-големи индустриални замърсители на Европа. Общите щети са оценени в размер между 664 млн. и 2 милиарда евро годишно.
Още през 2003 година, във връзка с прилагането на Директива 2001/ 80/ ЕС,  българското правителство разработва работна програма, която предвижда закриването на неефективните и замърсяващи въглищни мини и ТЕЦ. Планира се работата на ТЕЦ „Брикел” да ограничи работата си след 2008 година, а след 2011 - да бъде изведен от експлоатация. ЗА ТЕЦ „Бобов дол” се предвижда поетапно закриване на мощностите на въглища и замяната им с газови модули до 2014 година и до 2015 за ТЕЦ „Марица 3”. Енергийният регулатор удължава лиценза за производство на електроенергия на ТЕЦ „Марица 3” до края на 2020 г., на ТЕЦ „Бобов дол” - до края на 2019-та и на ТЕЦ „Брикел” до април 2021 година.
Освен това са налице:
- Неплатени данъчни задължения в размер на 114 млн. лева.
- Обезценяване на дълготрайните материални активи с 28%
- Над 537 млн. лева висящи вземания към 2018 година
- Предприятията се обявяват за „губещи” и “потънали в дългове”, в следствие на което работниците трудно могат да предоговарят по-добро заплащане и условия на труд.
- Сериозни компромиси с екологията

### Ролята на държавата
Конгломератът на Ковачки се радва на регулаторен комфорт, осигуряван с години от редица държавни институции, като: Комисията за финансов надзор, Комисията за енергийно и водно регулиране, Националната агенция за приходите, Министерството на околната среда и водите, Комисията за защита на конкуренцията (КЗК). 
Ефектите от дейността на разглежданата групировка върху пазара на електроенергия през 2019 г. стават повод за безпрецедентен сигнал до КЗК, подаден съвместно от четирите работодателски организации в България: Асоциацията на индустриалния капитал в България, Българската стопанска камара, Българската търговско-промишлена палата и Конфедерацията на работодателите и индустриалците в България. Представителите на българския бизнес излагат пред антимонополния регулатор факти за „манипулиране на свободния пазар на електроенергия и прилагане от определени субекти на непазарни търговски практики“. Въпросните „определени субекти“ са изброени поименно: това са трите централи за производство на електричество и осемте топлофикации, свързани с Ковачки. [link]

### ДДС афера
Според информация на Националната агенция по приходите (НАП), през 2007 година една от фирмите на Христо Ковачки е ощетил държавния бюджет с точно 172 млн. лева. [link] Срещу същата фирма има задължения по Закона за корпоративното подоходно облагане в размер на 41 милиона лева. Фирмата е заличена, а през 2018 година вземанията за 172 милиона лева са отписани като несъбираеми от НАП. Медийно проучване сочи, че тази фирма е „Интернешънъл маркетинг импорт експорт“ ЕООД. Това е фирмата, която е основна част от наказателното дело за източване на ДДС срещу енергийния бос Христо Ковачки. Прокуратурата твърди, че Ковачки е участвал в схема за източване ДДС, което е декларирал като реално платен данък по фиктивни сделки с доставчика „Интернешънъл маркетинг експорт импорт“. Фирмата се води на името на Румяна Христова от Видин.[link] На първа инстанция Софийският градски съд осъжда Христо Ковачки на 3 години условно за извършването на фиктивни сделки, които са довели до източването на ДДС. През 2014 г. Върховният касационен съд оправдава Христо Ковачки по всички обвинения. 

### Ковачки като работодател
Предприятията от кръга на Ковачки често се свързват с разнообразни злополуки и злоупотреби с работници.  Между 2007 г. И 2017 г. общо за въгледобивния сектор са регистрирани 693 трудови злополуки с миньори, довели до смъртта на 23 души и инвалидност на 17 души. Тези данни вероятно не са изчерпателни, тъй като във водената от Националния осигурителен институт (НОИ) статистика част от известните смъртни случаи не са регистрирани. Например, на 22.12.2016 г. миньор загива в мина „Бобов дол” притиснат от машина, разтоварваща въглищата. [link], През февруари 2017 г. работник в ТЕЦ „Брикел“ загива, а други четирима са ранени. [link] На 27.06.2017 след токов удар загива работник в „Топлофикация Перник“, като според отразилите злополуката журналисти, условията на труд са „нечовешки“. [link] През 2013 г. след инцидент е обгорен тежко работник в ТЕЦ „Марица 3“. [link] Тези и редица други злополуки може да се обяснят с липсата на инвестиции за подновяване на материалното оборудване. Повечето съоръжения са на възраст над 50 години. Ремонтните дейности не се извършват с нужното внимание, аотговорните институции не взимат отношение за забелязаните нарушения. 

#### Заплащане и стачки
Работници от предприятията, свързани с Ковачки, често се оплакват от снизходително отношение, неприемливи условия на труд или липса на заплащане. Сумата на неизплатените заплати и осигуровки за цялата  „Империя на Ковачки“ възлиза на 109 млн. лева към края на 2016 година, а само за „Брикел“ ЕАД задълженията към персонала достигат 17.5 млн. лева. Различни съобщения в медиите посочват, че в последните години заплатите на заетите във въгледобива са били сериозно намалени и сега варират между 500 и 800 лева месечно за работа на смени, като 800 лева взимат малцина.[link]
Унизителна схема се е осъществявала в Бобов дол с т.нар. купони за храна. Част от заплатата на работниците се е изплащала не в пари, а в купони, които важат само в един магазин за хранителни стоки -„Европа“, също собственост на Христо Ковачки. Например при 600 лева заплата, 400 лева се дават в пари, а 200 лева в купони. След като работодателят е уличен в схема за оказване на натиск на персонала преди избори, е проведена „наказателна акция“ и магазинът в Бобов дол не е зареден със стоки. Хората се редят на опашки и изпадат в истерия, че няма да могат да си реализират вземанията. 
Стачкуващи работници са обичайно събитие за предприятията от групата: както заради забавени с месеци заплати и дължими ваучери, така и заради слухове за закриване на непроизводителните участъци. В края на октомври 2016 година, заради неизплатени заплати за август, неплатени ваучери за храна от март, както и заради неясното бъдеще на работните си места, 115 миньори от мини „Бобов дол“ остават три денонощия под земята. [link] В крайна сметка те получават дължимото, тъй като протестът им се превръща в национална новина и отношение по нея трябва да вземат парламентът и министър-председателят. Междувременно ръководството на мината прави груби опити да прекрати протестите. Според публикации в медиите, вентилацията на помещението на 500 м под земята, в което се намират миньорите, е спирана.[link] Ръководството обявява, че ще плати на всички освен на протестиращите. Близки на протестиращите са били заплашвани.
Протести с оставане на миньори под земята са правени също и в „Мини Черно море“, както и в мангановата мина „Оброчище“, чийто кипърски собственик е същият като на бургаската въглищна мина. В същото време трябва да се отбележи, че Ковачки на няколко пъти е използвал стачки на миньори и енергетици за оказване на натиск.Например при запор на сметките му в ПИБ, при неразплатени задължения от НЕК, при опасност от спиране на енергийни мощности заради неизпълнение на екологични изисквания. [link]

## Книга
През 2013 г. Христо Ковачки издава книга със заглавие „Вселенски ред – теория на познанието“. В книгата са засегнати множество въпроси, започвайки от вселенския ред, преминавайки през библейския ред, като акцентът е поставен върху теорията на познанието и различните ѝ проявления.

## Личен живот
Женен е за попфолк певицата Деси, от която има дъщеря Александра (р. 2002 г.) и син Христо Ковачки-младши (р. 2009 г.).